# Облігація місцевої позики
Облігації місцевих позик — облігації, емісійні цінні папери, що розміщуються на підставі рішення Верховної Ради Автономної республіки Крим або міської ради відповідно до вимог, установлених бюджетним законодавством.
Не дивлячись на те, що у визначенні облігацій місцевих позик є слово «папери», проте у паперовому вигляді вони не існують. Обіг облігацій здійснюється виключно в електронному вигляді.

## Загальна інформація

### Поняття облігацій місцевих позик
Облігації місцевих позик є інструментом залучення грошових коштів для потреб місцевого розвитку.
Емітентом облігацій місцевих позик може бути Верховна Рада Автономної Республіки Крим або міська рада, що від свого імені розміщує облігації і бере на себе зобов'язання, що випливають з умов розміщення цих облігацій, перед власниками облігацій.
Розміщення облігацій здійснюється на підставі Проспекту емісії.
Номінальна вартість облігації визначається в національній валюті або, якщо це передбачено умовами розміщення облігацій, в іноземній валюті.
Сукупний обсяг запозичень до місцевого бюджету у формі розміщення (випуску) облігацій не може перевищувати обсягу дефіциту бюджету розвитку місцевого бюджету на відповідний рік. Кошти від розміщення облігацій, які отримує емітент, залучаються до фінансування лише бюджету розвитку відповідного місцевого бюджету. Видатки на обслуговування боргу місцевих бюджетів не можуть щорічно перевищувати 10 відсотків видатків від загального фонду відповідного місцевого бюджету протягом будь-якого бюджетного періоду, коли планується обслуговування боргу.

### Види облігацій місцевих позик
До облігацій місцевих позик належать облігації внутрішніх та зовнішніх місцевих позик.
Облігації місцевих позик можуть розміщуватись як: відсоткові та дисконтні облігації; звичайні (незабезпечені) та забезпечені.

## Емісія, обіг та погашення облігацій

### Емісія
Рішення про емісію цінних паперів може приймати виключно Верховна Рада Автономної Республіки Крим або міська рада, які і виступають емітентами. Саме вони затверджують Проспект емісії. Проведення емісії цих облігацій потребує надання висновку Міністерства фінансів України.
Емітент може здійснювати відкрите (публічне) та закрите (приватне) розміщення облігацій. В будь-якому разі допускається самостійне розміщення або із залученням андеррайтера.
В разі надання згоди Національної комісії з цінних паперів та фондового ринку на проведення емісії, розміщення цінних паперів здійснюється на підставі Тимчасового свідоцтва, виданого цією комісією. Після завершення емісії видається Свідоцтво про реєстрацію випуску облігації.
Реєстрацію випуску облігацій місцевих позик здійснює Національна комісія з цінних паперів та фондового ринку в установленому нею порядку. Національна комісія здійснює реєстрацію випуску облігацій місцевих позик в Державному реєстрі випусків цінних паперів.

### Обіг
Обіг облігацій дозволяється після реєстрації реєструвальним органом звіту про результати розміщення облігацій та видачі свідоцтва про реєстрацію випуску облігацій.

### Погашення
Погашення облігацій здійснюється грошима відповідно до умов розміщення облігацій. Строк погашення облігацій не повинен перевищувати одного року з дати початку погашення.
Погашення облігацій, номінальна вартість яких визначена в іноземній валюті, здійснюється в іноземній валюті або в національній валюті за валютним (обмінним) курсом іноземної валюти, установленим Національним банком України на дату початку погашення облігацій.

## Облігації зовнішніх позик
Не дивлячись на те, що закон передбачає можливість розміщення облігацій зовнішніх місцевих позик, проте довгий час діяла заборона на таке розміщення.
На сьогодні ця заборона знята, проте відповідний порядок розміщення зовнішніх місцевих позик не затверджений.

## Виноски
1. ↑  Про затвердження Положення про порядок здійснення емісії облігацій внутрішніх місцевих позик та їх обігу. Офіційний вебпортал парламенту України (укр.). Процитовано 18 грудня 2023.
2. ↑  Наказ Мінфіну Про розгляд питань щодо погодження розміру зовнішніх запозичань органів місцевого самоврядування та про затвердження Порядку погодження розміру внутрішніх запозичань, що провадяться органами місцевого самоврядування
3. ↑  Наказ Мінфіну Про визнання таким, що втратив чинність, наказу Міністерства фінансів України